# So kämpfet nun, ihr muntern Töne
So kämpfet nun, ihr muntern Töne (BWV Anhang 10) ist eine verschollene Kantate von Johann Sebastian Bach, die er in Leipzig komponierte und am 25. August 1731 anlässlich des 66. Geburtstages des Leipziger Gouverneurs Joachim Friedrich von Flemming aufführte. Der Text dieser Bachkantate stammt von Christian Friedrich Henrici (auch Picander genannt). Die Musik ist verschollen.